# Mišljenje revolucije
Pojam Mišljenje revolucije uveo je kao oznaku svoje filozofske pozicije hrvatski filozof Gajo Petrović 1970-ih godina, u nastojanju da dublje osmisli praxis filozofiju. Svoju koncepciju razvijao je u nizu članaka koji su objavljivani u časopisu "Praxis" i drugdje, te zatim u knjigama
- Filozofija i marksizam (1. izdanje 1964.),
- Filozofija i revolucija (tiskana u Zapadnoj Njemačkoj 1971, zatim na hrvatskom 1973.), te
- Mišljenje revolucije. Od "ontologije" do "filozofije politike" (1978).

(Prva i treća knjiga su zbirke ranije objavljenih članaka).

## Socijalistička revolucija kao radikalna promjena
»Revolucija u najdubljem i najpunijem smislu samo je socijalistička revolucija, koja je usmjerena ne na zamjenu jednog oblika eksploatacije drugim, progresivnijim, nego na ukidanje svake eksploatacije, na prevladavanje svih oblika samootuđenja čovjeka. (…) Transformiranje društva i stvaranje novog čovjeka mogući su samo kao dvije tijesno povezane strane istog procesa. Zato je neopravdano rezervirati naziv "revolucija" za samo jedan aspekt jedinstvenog procesa. "Revolucija" bi se trebala upotrijebiti kao ime za radikalnu promjenu i u čovjeku i u društvu, a revolucija u punom smislu samo je socijalistička revolucija, koja stvara razotuđeno, doista ljudsko društvo i čovjeka.« (Petrović, 1983, str. 148-149)

## Kritika "realnog" socijalizma
Petrović je ovo pisao u zemlji koja se nazivala "socijalističkom". Međutim njegov stav prema toj političkoj realnosti, kao i stav drugih praxis filozofa, u skladu s parolom Kritika svega postojećeg, stav je radikalne kritike. Socijalizam u pravom smislu riječi još nigdje ne postoji. 
»Kad bismo mogli tvrditi da je socijalizam u smislu slobodne zajednice slobodnih ljudi realnost, razgovor o revoluciji ne bi imao smisla. Ali nema sumnje da socijalizam u tom smislu ne postoji nigdje. Naprotiv, živimo u vrijeme u kojem se najbrutalnija nehumanost prakticira u svjetskim razmjerima. (…) Doduše, ima zemalja koje tvrde da su "socijalističke" ili da uspješno "grade socijalizam", pa kad bi te pretenzije bile opravdane, nekim zemljama trebala bi samo daljnja poboljšanja, na bazi ranijih dostignuća. Na žalost, više nego uvjerljive analize pokazale su da te pretenzije nisu zasnovane. Tako je društvena revolucija još uvijek otvoreno pitanje u svjetskim razmjerima.« (Petrović, 1983, str. 149) »Samo buduća socijalistička revolucija može biti revolucija u punom smislu« (Petrović, 1978, str. 70)

## Revolucija kao "ontološki" pojam
Ovaj pojam revolucije u Petrovićevoj misli nema samo antropološki i socijalni značaj, nego dobiva i "ontološki", dublji filozofski značaj (sam stavlja izraz "ontološki" u navodnike, jer revolucionarna mijena razara svaki puki "ons", svako puko postojeće). »Revolucija nije samo promjena u čovjeku, ona je promjena u "svemiru", stvaranje jednog bitno drukčijeg "modusa" bivstvovanja, slobodnog, stvaralačkog bivstvovanje, koje je različito od svakog ne-ljudskog, protu-ljudskog i još-ne-posve ljudskog bivstvovanja. (…) Ona je najviši oblik bivstvovanja, samo bivstvovanje u svojoj punini.« (Petrović, 1978, str. 64)
Da bi se shvatio puni zahvat ovih stavova, treba znati da s bivstvovanje Petrović označava ono što se inače u hrvatskoj filozofskoj literaturi naziva bitak, tj. "ono po čemu jest sve što jest". Kada slobodno i stvaralački djeluje, čovjek "bivstvuje", on postaje najviši stupanj razvoja "bitka". To je najradikalnija moguća formulacija ateizma, koji preuzima neke tradicionalne pojmove metafizike i ontologije, kojima tradicionalno veliku pažnju pridaje teologija, koja slobodu i stvaralaštvo u pravom smislu riječi pripisuje jedino Bogu. Čovjek je ovdje najviše biće, i čak najviši bitak, "bit bitka". »Kao biće prakse, kao bivstvujuće koje u sebi sjedinjuje i nadmašuje sve moduse bivstvovanja, čovjek bez obzria na svoju sitnoću i prolaznsot nije bez značenja za cjelinu bivstvujućeg. Svijet bez čovjeka nje identičan sa svijetom s čovjekom.« (Petrović, 1978, str. 74)

## Mišljenje revolucije i ostvarenje filozofije
Filozofija, koja se razvila kao mišljenje revolucije mora se (u skladu s Marxovom 11. tezom o Feuerachu) ostvariti, sudjelujući u revoluciji. »Samo filozofski pojam revolucije može primjereno misliti revoluciju, i to samo pod uvjetom da ne ostane samo filozofski ni samo pojam. Samo filozofija, koja se sama ukida, koja se od mišljenja revolucije uzdiže k mišljenju kao revoluciji, može misleći sudjelovati u revoluciji i sudjelujući misliti revoluciju.« (Petrović, 1978, str. 65)

## Revolucija kao bit čovjeka i nezavršiv proces
Dosljedno misleći u tom smjeru, jasno je da ovako shvaćena revolucija ne može nikad biti završena. Revolucija je stvaralaštvo, viši oblik bivstvovanja, s kojeg se ne može vratiti na staro. Revolucija je ostvarivanje čovjeka, ozbiljivanje njegovih mogućnosti, koje se nikad ne mogu iscrpsti. Čovjek jest stvaralaštvo. »Konačno ostvariti ljudske mogućnosti značilo bi konačno zaključiti čovjeka, zauvijek prekinuti njegov razvoj, negirati njegovu stvaralačku bit. Ako čovjek treba da dalje postoji u punoj mjeri razvijajući svoje mogućnosti, onda je socijalistička revolucija zamišljiva samo kao nikad ne završavajući proces. Samo živeći revolucionarno može čovjek ostvarivati svoju bit.« (Petrović, 1978, str. 75-76)